# Zielony stół

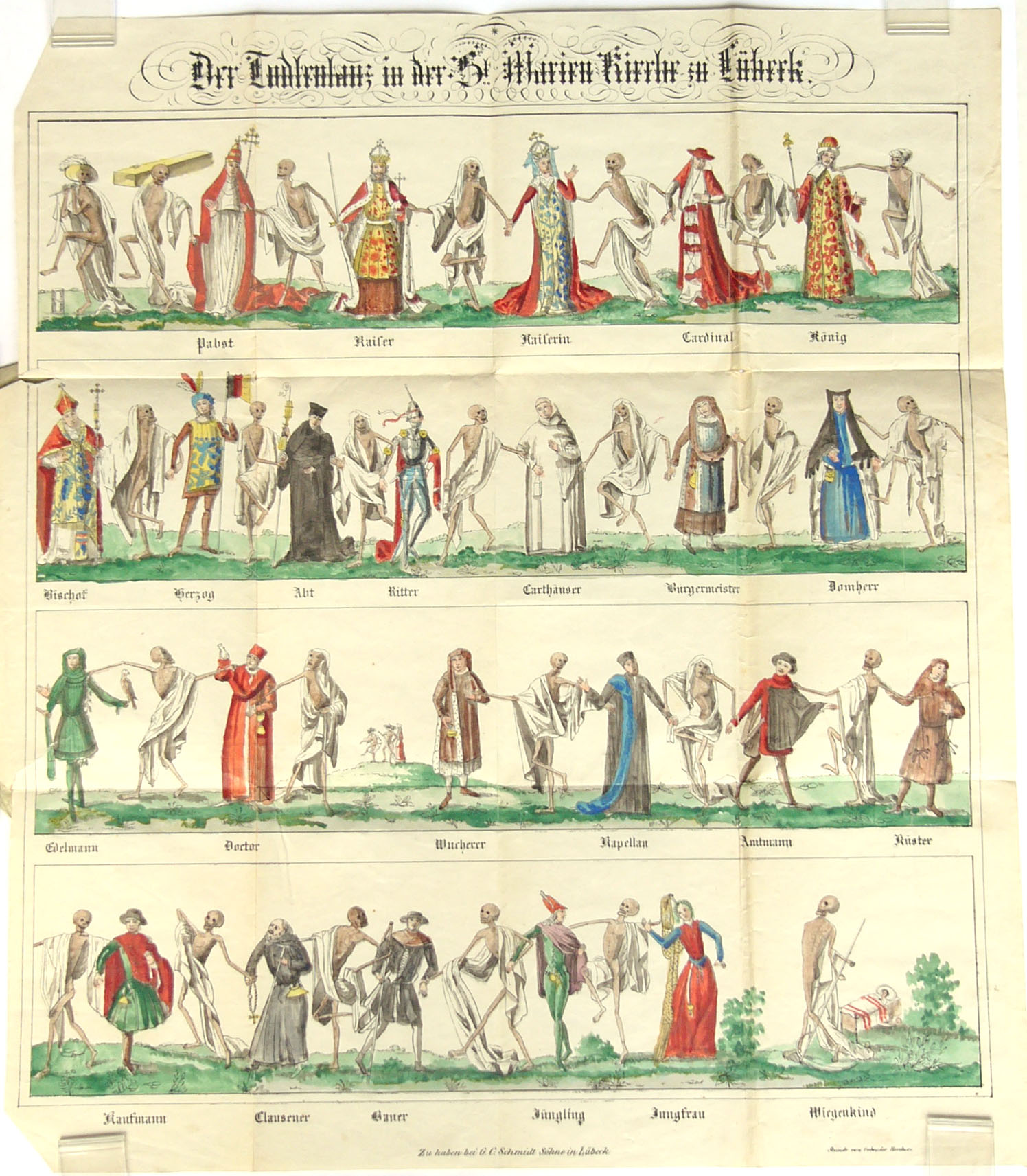
Litografia z 1842 przedstawiająca postacie z fresku Bernta Notke (na podstawie rysunku Anton Wortmann z 1701)

Zielony stół (niem. Der grüne Tisch) – balet w 8 obrazach, skomponowany przez Fritza A. Cohena do libretta i choreografii Kurta Joossa. Wystawiony został 3 lipca 1932 w paryskim w Théâtre des Champs Élysées ze scenografią Heina Heckrotha przez zespół Folkwang Tanzbühne z Essen.
Skomponowany na dwa fortepiany ekspresjonistyczny balet składa się z ośmiu obrazów, z których ostatni jest powtórzeniem pierwszego (Panowie w czerni, Pożegnanie, Bitwa, Uchodźcy, Partyzantka, Spelunka, Pokłosie wojny, Panowie w czerni). Osoby baletu to Śmierć, Chorąży, Stara Matka, Partyzantka, Młoda Dziewczyna, Młody Żołnierz, Stary Żołnierz, Spekulant, dziesięciu panów w czerni, żołnierze, kobiety.
Utwór otrzymał I nagrodę na Międzynarodowym Konkursie Choreografii organizowanym przez Archives internationales de la danse. Zainspirowany został średniowiecznymi freskami z Kościoła Mariackiego w Lubece i miał stanowić hołd dla ofiar I wojny światowej.
Zielony stół wystawiony został w warszawskim Teatrze Wielkim razem z innymi baletami Joossa podczas występów jego zespołu w dn. 18-23 kwietnia 1934.